# Тораносуке Такаги
Тораносуке Такаги е японски пилот от Формула 1. Роден е на 12 февруари 1974 в Шизуока, Япония, има 32 участия във Формила 1 с отборите на Тирел, Ероуз.